# Antonia Domínguez y Borrell

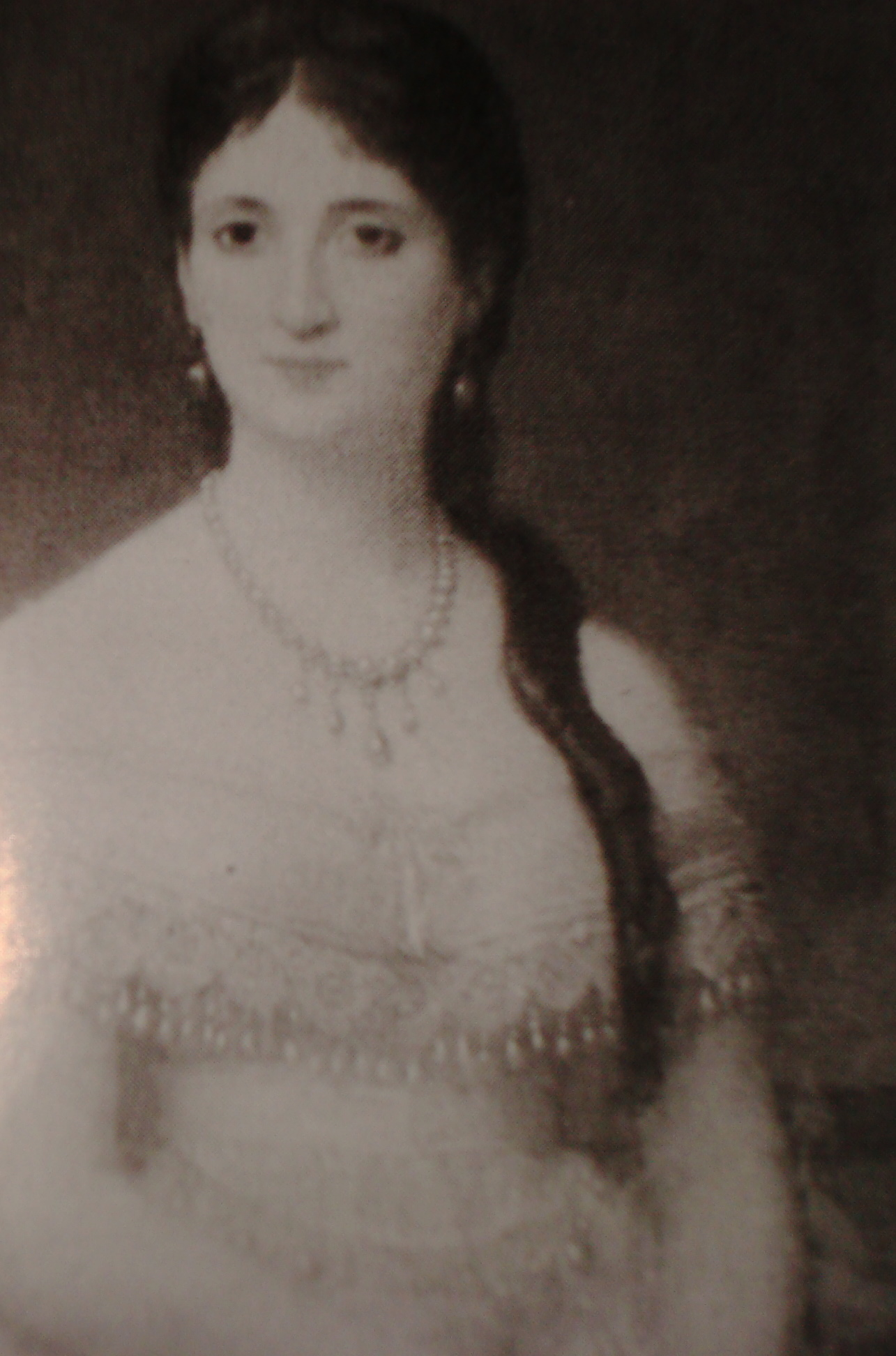
Antonia Domínguez y Borrell

Antonia Domínguez y Borrell, księżna de la Torre, hrabina de San Antonio – żona regenta Pierwszego Królestwa i potem pierwsza dama republiki hiszpańskiej. Słynęła z wielkiej urody. Wywarła znaczny wpływ na politykę hiszpańską swoich czasów. Jej postać miała być inspiracją dla ojca Coloma do stworzenia postaci Curry Albornoz, głównej postaci powieści Pequeñeces (Małostki), pełnej krytyki obyczajów epoki.

## Życie
Antonia urodziła się w 1831 roku w Trinidadzie. Była córką rajcy miejskiego. Jej rodzice byli bardzo bogatymi hiszpańskimi właścicielami hacjendy na Kubie, którzy w 1847 roku zostali uhonorowani tytułem hrabiów de San Antonio. Miała jeszcze jednego brata, który zmarł w wieku sześciu lat. Antonia była bardzo rozpieszczana przez rodziców, szczególnie przez matkę, która pozwalała córce na wszystko.
W 1850 roku, w wieku niespełna dziewiętnastu lat, wyszła za mąż za swojego ciotecznego brata Francisco Serrano y Domíngueza, który był dwa razy starszy od niej, ale zrobił wspaniałą karierę wojskową i uważany był za bardzo przystojnego. Miesiąc miodowy spędzili w Jaén.
Antonia bardzo szybko zaczęła namawiać męża aby przedstawił ją na hiszpańskim dworze. Jednak Madryt ją rozczarował. Pięć lat po ślubie jej mąż został wysłany z misją dyplomatyczną do Paryża. Pani marszałkowa, jak była nazywana wówczas, stale przyjmowała pochlebstwa od Francuzów. Benoist pisał: „Marszałowa jest tak urodziwa, że to tłumaczy jej ambicję. Piękność i wdzięk tłumaczą jej przewagę nad mężem i nad wszystkimi, którzy ją otaczają”. Jednak jedna z kronikarek mniej przychylnie pisała o Antonii: „ Była to jedna z najgłupszych i najładniejszych ambasadorowych. Wystarczyło tego roku, kiedy przebywała w Paryżu, by pozostawiła po sobie famę ignorantki. Po powrocie do Madrytu obnosiła się ze swoją jakoby bliską przyjaźnią z cesarzową, Eugenią de Montijo, ponieważ podobnie jak ona została sportretowana przez Winterhaltera, modnego malarza dworskiego. Była przeświadczona, że jej uroda nie ma sobie równej”.
Pyszałkowatość ambasadorowej przerodziła się z czasem w jawną impertynencję. Pewnego dnia pewien dworzanin spytał Antonię: „Czy wszystkie Hiszpanki są tak piękne, jak cesarzowa i pani?” Na co ta odpowiedziała: „Niech pan będzie pewny, że tylko dlatego nie zasiadam na tronie Francji, bo urodziłam się za późno”. Ta bezczelna odpowiedź zapewne dotarła do cesarzowej Eugenii, ponieważ parę tygodni później Serrano został odesłany do Madrytu.
W 1859 roku męża Antoni mianowano generałem-kapitanem Kuby. Pani marszałkowa bardzo się cieszyła, że jest pierwszą damą swojej rodzinnej ziemi. Almagro San Martín tak pisze o niej w tym okresie: „Piękna jak zmartwychwstała Wenus, miłośniczka luksusu, światowa elegancja. Brała udział w ceremoniałach powitań, bankietach i spacerach, we mszach i innych obrzędach religijnych, umiejętnie organizowała zebrania i wieczory towarzyskie”. Opowiadano o niej złośliwe anegdoty: pewna firma handlowa, pragnąc podarować wpływowej Antonii taki prezent, jaki na pewno jej się spodoba, przysłała tacę pełną biżuterii do wyboru. Ta nie wiedząc co wybrać wzięła wszystko. Nazywana „wicekrólową” Antonia żyła w przepychu i spacerowała zawsze z eskortą.
Wyższe sfery Hawany chłodno przyjęli zarozumiałą Antonię nazywając ją „wieśniaczką”. W 1862 roku wraz z mężem otrzymała tytuł książąt de la Torre. Nowa księżna, oszalała z radości, urządziła w pałacu Kapitanatu nocą 23 lutego bal kostiumowy, który zasłynął swą wspaniałością. Otrzymanie tytułu księżnej oznaczało dla Antonii wejście do arystokracji hiszpańskiej.
Od chwili, gdy jej mąż 25 lutego 1869 został wyniesiony na stanowisko regenta królestwa z prawem do tytułu Jego wysokości, księżna nie przestawała narzucać swojej woli jako pierwsza dama w kraju, nawet w sprawach politycznych. Dwukrotnie próbowała usunąć z rządu generała Prima, jednego z twórców rewolucji, którego serdecznie nienawidziła. Miała wręcz obsesję na punkcie takich walk i wtrącała się w sprawy dotyczące rządzenia państwem, usiłując nagradzać lukratywnymi stanowiskami swoich stronników, a pozbawiać ich swoich wrogów, często z błahych powodów. Wspaniałe kwalifikacje Serrano nieraz schodziły na dalszy plan wobec kaprysów Antonii. Markiz de Villa-Urrutia stwierdził: „Ów człowiek, który nie bał się niczego ani nikogo, nie miał dość silnej woli, by przeciwstawić się żonie”.
Gdy w znaleziono nowego króla dla Hiszpanii w osobie Amadeusza I Sabaudzkiego, księżna de la Torre zorganizowała na jego cześć wielki bal kostiumowy. Król jednak się nie zjawił. Antonia nigdy nie zapomniała mu tego nietaktu, który uznała za umyślną zniewagę. Była pierwsza dama wiele razy odgrywała się za to Amadeuszowi I. W uroczystościach pałacowych brała udział tylko na wyraźny rozkaz męża. Ponieważ liczba dam wysokiego rodu, biorących udział w takich spotkaniach, zwykle nie przekraczała siedmiu, Antonia mówiła potem, że przyjęcia pałacowe zostały zredukowane do „ścisłych grup rodzinnych”. Gdy zaproponowano jej stanowisko starszej damy dworu królowej Marii Wiktorii Antonia niegrzecznie odmówiła.
Gdy Amadeusz I abdykował mąż Antonii znowu został szefem państwa. Księżna, przywiązująca taką wagę do życia towarzyskiego, znowu była w swoim żywiole. Ponieważ jej małżonek musiał wyjechać na północ, by zwalczać kolejną rewoltę karlistów, rządziła wszystkim według własnego upodobania. Do tego stopnia, że rozporządzała urzędami. Nakazała by generał la Serna zastąpił generała Zabala, zaprotestowała przeciw decyzjom Vega Inclána; wtrącała się do pracy ministerstw; zalecała rozpatrzenie niektórych spraw; nadawała przywileje, miała własną kamarylę. Jako małżonka prezydenta, sprawującego władzę wykonawczą, organizowała uroczystości i bale charytatywne.
Chociaż zapraszana przez większość dam, tworzących dawniej dwór królowej Izabeli II, z reguły odmawiała udziału w takich przyjęciach. Panie ze znakomitych rodów spotykały się w pałacu markiza de Miraflores na ulicy Carrera de San Jerónimo. Kiedyś jedna z tych dam powiedziała, że panie, które biorą udział w spotkaniach, organizowanych przez księżnę w budynku Rządu Tymczasowego Republiki, są także „damami tymczasowymi”. Antonia odpowiedziała, nawiązując do tego, że pałac de Miraflores wznosił się przy ulicy św.Hieronima: „Może i jesteśmy damami tymczasowymi, ale wy jesteście damami z ulicy”.
Plotkowano, że książę de la Torre postępuje zgodnie z nakazami Antonii, która zabrania mu zrzeczenia się władzy, grożąc mu nawet rozwodem. Cánovas i wygnana królowa wiedzieli, że aby dotrzeć do Serrano trzeba mieć na uwadze jego żonę. Przywódca restauracji królestwa doskonale zdawał sobie sprawę, że aby dotrzeć do księcia de la Torre, trzeba to zrobić za pośrednictwem księżny. Antonia jednak w 1874 roku znajdowała się u szczytu potęgi, pewna swojej siły, nie wybaczyła członkom arystokracji, zwolennikom Alfonsa XII, przede wszystkim, obraz, jakich od nich doznawała. Villa-Urrutia twierdził: „ Serrano był patriotą i może zyskałby szacunek księcia Alfonsa, gdyby nie miał przy sobie tej lady Makbet [Antonii]. To ona postawiła weto wobec kandydatury młodego księcia. Bardziej z powodu swojej urody niż wysokiej pozycji męża uważała, że należy jej się zawsze pierwsze miejsce. A ponieważ musiała ścierpieć wiele obelg ze strony szlachetnych dam, przysięgła im zemstę, zabraniając księciu, który był posłusznym mężem, bojącym się Boga i żony, króków wiodących ku przywróceniu księciu korony”.
Również markiza de Grijalba pisała do Izabeli II o Antonii: „ Bóg w swojej sprawiedliwości dał księciu de la Torre, by go ukarać, małżonkę taką, na jaką zasłużył. Ta kobieta robi z nim, co chce, i zaprowadzi go w końcu na skraj przepaści. Powinien zaakceptować restaurację monarchii, kiedy spotyka się to z ogólnym zrozumieniem. Tymczasem ona zabrania mu jakiegokolwiek działania, kierując się osobistymi ambicjami”.
Antonia Domínguez y Borrell była bohaterką wielu epigramów, których ton był ostry, niekiedy wręcz plugawy. Były to anonimowe pamflety, wymawiające jej pociąg do młodych oficerów, wykpiwające wściekłość, w jaką wpadała, jeśli któryś z młodych mężczyzn, który jej się spodobał nie okazywał jej zainteresowania. Mimo to księżna de la Torre była kobietą ambitną, ale nic nie wskazuje na to, by można było wierzyć w obelżywe paszkwile skierowane przeciw niej. Oczerniano ją także, przedstawiając jako osobę wyjątkowo głupią. Villa Urrutia pisał: „Nieoświecona kobieta, niezbyt zdolna, o bardzo wąskich horyzontach, pozbawiona elementarnej wiedzy encyklopedycznej”.
Rzeczywiście małżonka prezydenta Serrano w młodości otrzymała zaledwie podstawowe wykształcenie, jak większość dziewcząt w tej epoce, ale jednak nie była tak głupia jak ją przedstawiano. W ostatnich latach życia księżna opublikowała swoje wspomnienia, wydane w bardzo niewielkim nakładzie, których niemal nikt nie zna. Książka Antonii, napisana przez nią po francusku, dowodzi zdolności do refleksji i ma zgrabny styl literacki.

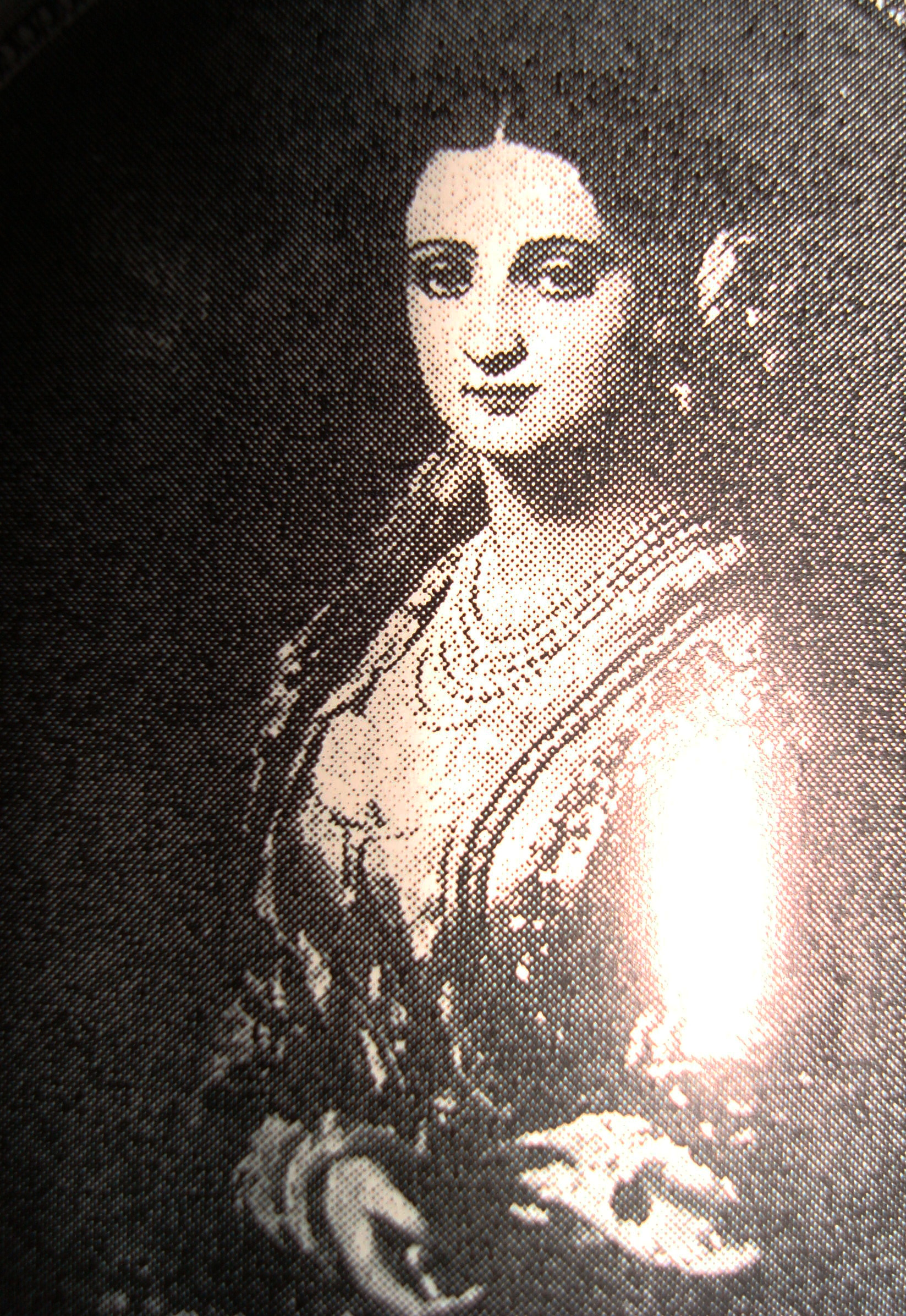
Księżna Antonia

Jednakże Antonia, pierwsza dama Hiszpanii, była księżną „republikańską”. Dlatego tak zwalczały ją damy z arystokracji. Skończyło się na tym, że kobiety niemal zniknęły z jej salonów. „Otaczała się mężczyznami, krążącymi wokół niej, jak chmary moskitów koło światła” – pisał pewien pamiętnikarz. Księżna rozdawała wokół swoich popleczników nagrody i urzędy.
Proklamowanie monarchii potwierdził koniec małżonków Serrano. Antonia wówczas próbowała zdobyć utraconą ludzką życzliwość. Hołubiła Cánovasa del Castillo, by zyskać dla nowego monarchy sympatię tych, którzy z przyczyn osobistych lub politycznych pozostawali z dala od dworu. Sprawiła, że ambasador, markiz de Molins, wydał na jej cześć w ambasadzie Hiszpanii w Paryżu bankiet, na który, by spotkać się z żoną byłego szefa państwa, nie stawiła się ani jedna z dam hiszpańskich. Ambasador bywał też na kolacjach urządzanych przez Antonię w jej rezydencji w Madrycie. Damy z dworu Alfonsa zawsze okazywały księżnej jawną pogardę. Stosunki byłej pierwszej damy z rodziną królewską były poprawne, ale nieco napięte. Królowa Izabela II co roku w dniu Świętego Antoniego składała życzenia księżnej de la Torre. Jednakże Maria Krystyna Habsburg, żona Alfonsa XII, zawsze wykazywała w stosunku do księżny pewną wrogość.
Książę i księżna de la Torre mieli trójkę dzieci: Conchitę, Venturę i Franciszka. Serrano zmarł w 1885 roku, dzień po śmierci Alfonsa XII. Antonia owdowiała, nie mając jeszcze pięćdziesięciu czterech lat. Mimo wieku ciągle była piękna. Nie zapomniała też o obowiązkach towarzyskich. Obok swego wytwornego domu w dzielnicy Salamanca wybudowała teatrzyk amatorski, który ochrzciła imieniem drugiej córki – słynny Teatro Ventura. Teatr ten działał przez wiele sezonów z niezmiennym powodzeniem.
Z biegiem lat wizyty Antonii w stolicy stopniowo stawały się coraz rzadsze. Zamieszkała w Paryżu w apartamencie przy Polach Elizejskich. Nie chciała by społeczeństwo Madrytu wygadywało o jej upływającej urodzie. Jej córka, Ventura, która wyszła za mąż za rosyjskiego arystokratę, zmarła nagle. To wydarzenie wstrząsnęło Antonią. Od tego czasu zmieniła swoje życie i zwróciła się ku religii. Szczodrze wspomagała potrzebujących. W 1892 roku opublikowała swoje pamiętniki pod tytułem Choses vraies (Prawdziwe historie). Początkowo chciała je podpisać Madame la Maréchale Serrano (Pani Marszałkowa Serrano), a w prologu do tego dziennika zaznaczyła: „Postanowiłam przywołać z przeszłości niektóre wydarzenia, które wydają mi się interesujące, z jednym tylko celem: by czytelnicy wspomnieli generała Serrano, mego męża, któremu tym samym pragnę wystawić godny jego imienia pomnik. Ufam, że moja niewielka książeczka dopomoże lepiej zrozumieć jego postać i że hiszpańska opinia publiczna w końcu uczci jego imię tak, jak na to zasłużył”.
Ostatnie lata życia Antonia spędziła w Biarritz. Wnuk księżnej tak pisał o babce w tym czasie: „Dzieliła czas pomiędzy kościół i kasyno: była uśmiechniętą, uprzejmą i miłą babcią; bardzo lubiła grać w bakarta, co nas, jej wnuki, niezmiernie bawiło”. Księżna de la Torre zmarła w 1917 roku. Została pochowana na cmentarzu w Biarritz.